# Rudolf Bosselt
Rudolph Bosselt (nom complet : Paul Gustav Rudolf Bosselt), né le 29 juin 1871 à Perleberg et mort le 2 janvier 1938 à Berlin, en Allemagne, est un sculpteur allemand, médailleur et pédagogue réformateur.

## Biographie

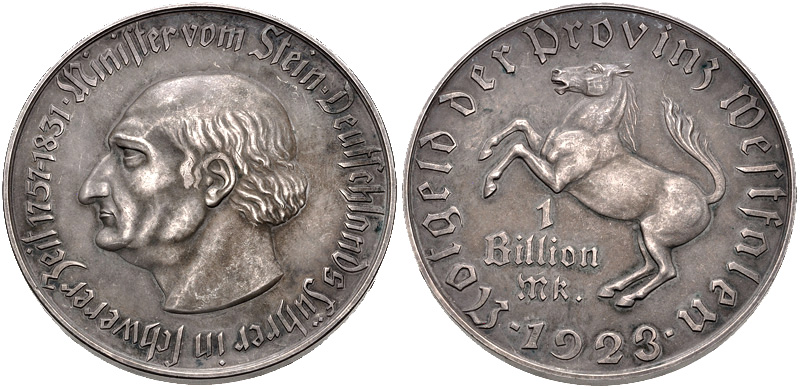
Monnaie d'urgence de la province de Westphalie, Pièce de 1 milliard de marks, projet de Rudolf Bosselt (diamètre 60 millimètres).

Après un apprentissage de ciseleur dans une fonderie de bronze à Berlin, Rudolph Bosselt travaille à la Manufacture royale de porcelaine de Charlottenbourg, en Allemagne. De 1891 à 1897, il est l'élève de Joseph Kowarzik à l'Institut Städel de Francfort-sur-le-Main. Il se rend ensuite à Paris à l'Académie Julian. À partir de 1899, il travaille comme membre fondateur de la colonie d'artistes Mathildenhöhe de Darmstadt (de). Sur la recommandation de Peter Behrens, il enseigne à l'école des arts appliqués de Düsseldorf (de) à partir de 1904. Pour l'Exposition universelle de Bruxelles en 1910, il conçoit une exposition très remarquée de ses médailles et plaques. En 1911, il prend la direction de l'école des arts et métiers de Magdebourg (de), dont il remanie le programme dans l'esprit du Werkbund allemand. Après que Bruno Taut a critiqué ce programme d'enseignement, Bosselt quitte Magdebourg et prend la direction de l'école d'arts appliqués de Brunswick de 1928 à 1931. En septembre 1931, il retourne à Berlin pour succéder à Otto Marcus (de) en tant que secrétaire général de l'Association du Reich des artistes visuels allemands. Après avoir été démis de ses fonctions, il est responsable de la gestion de la revue Kunst und Wissenschaft. En 1932, il représente l'Allemagne aux Jeux Olympiques avec la "Plaque constitutionnelle 1931" dans les concours d'art. Après la passation du pouvoir aux nationaux-socialistes, il veut « apporter la volonté des artistes allemands de servir le peuple en cadeau au nouveau mouvement ».
Bosselt est l'un des principaux représentants de l'Art nouveau en Allemagne et est considéré comme l'innovateur de l'art de la médaille allemande. Il crée de nombreuses petites sculptures (portraits et médailles et plaques d'exposition), des figures de tombes et de fontaines, des sculptures d'animaux et des bustes de portraits. Sa tombe se trouve au cimetière de Stahnsdorf.

## Réalisations

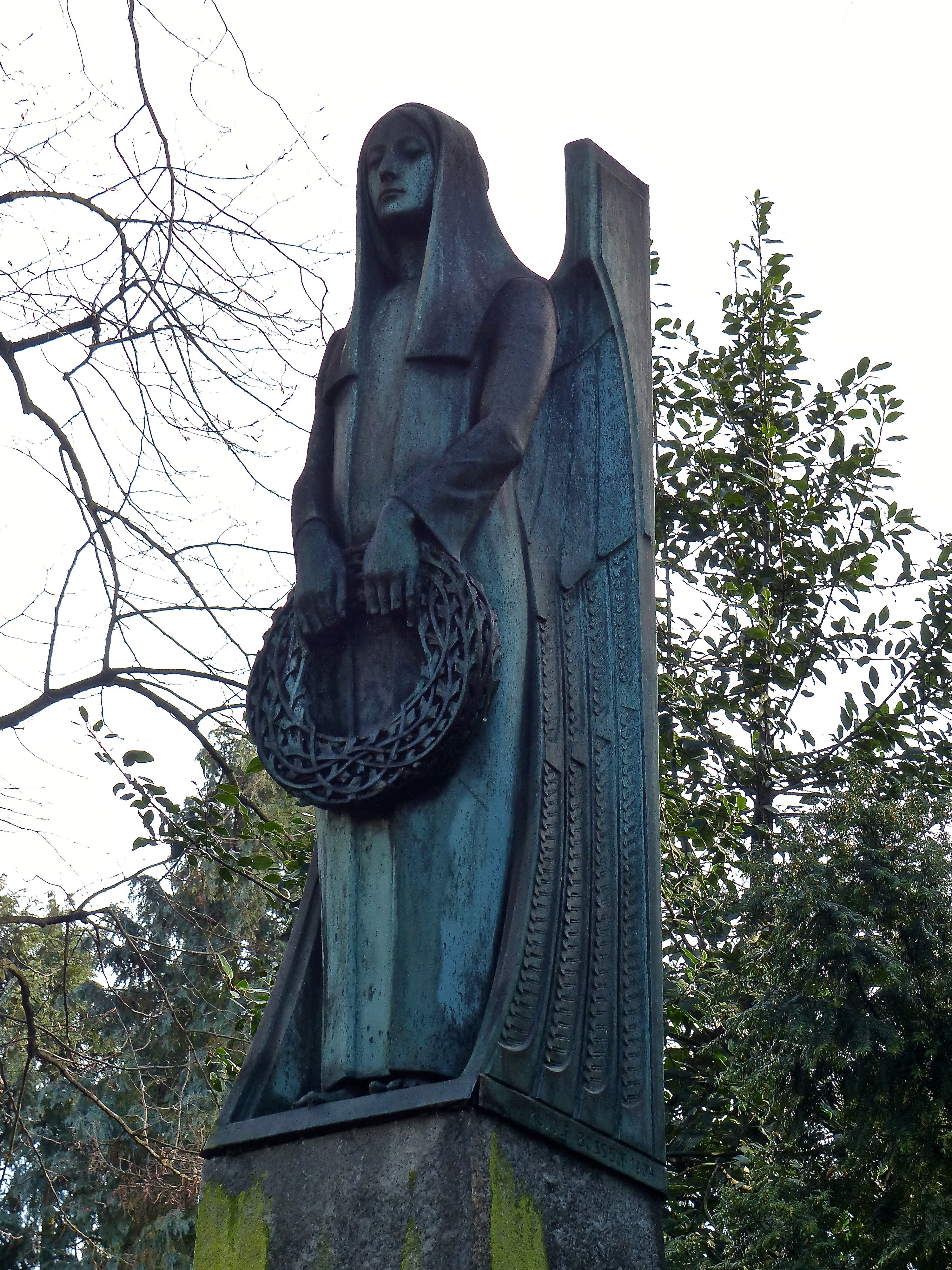
Tombe de Franz Clouth au cimetière de Melaten, détail (1904).

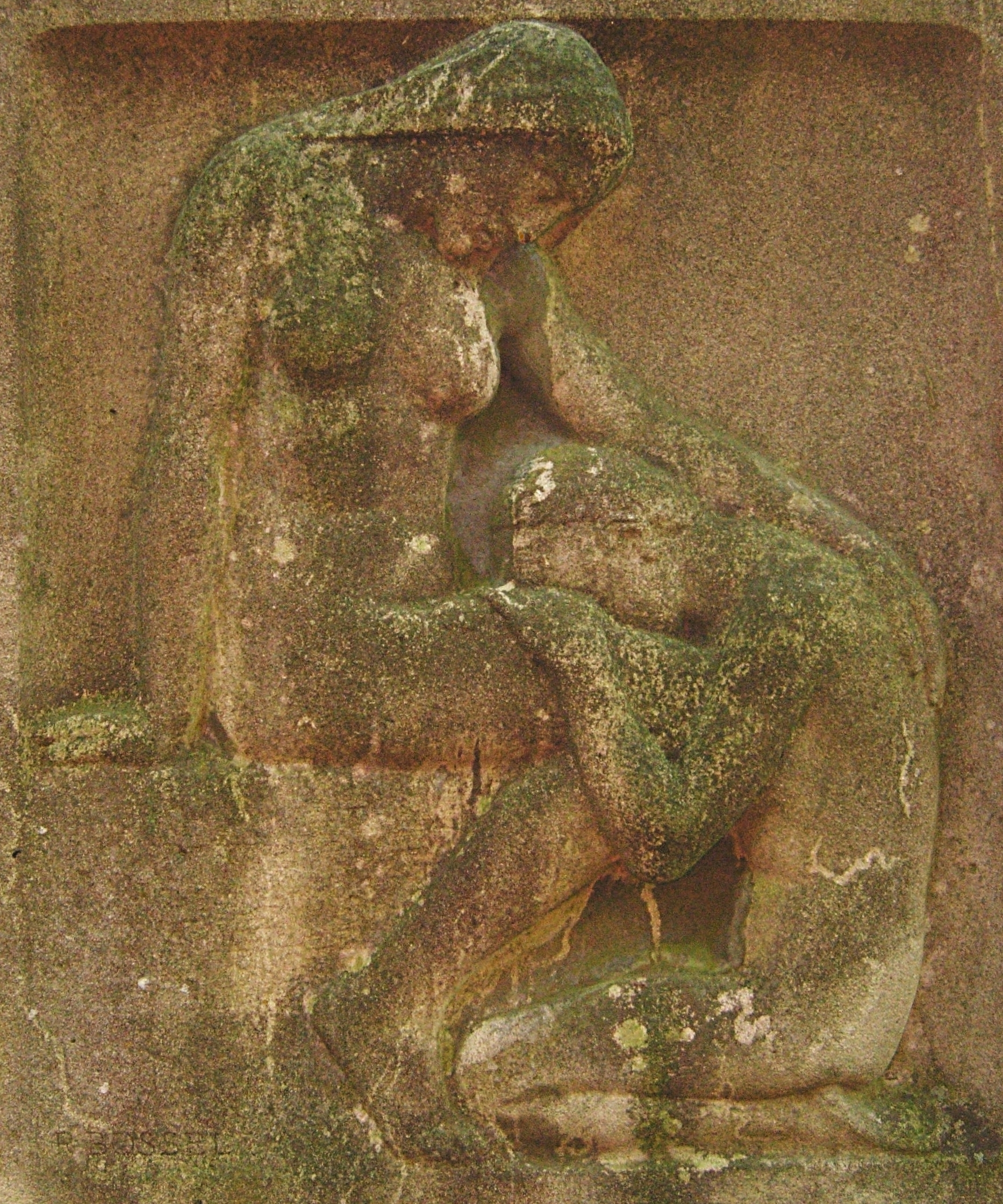
Relief Art Nouveau, vers 1910.

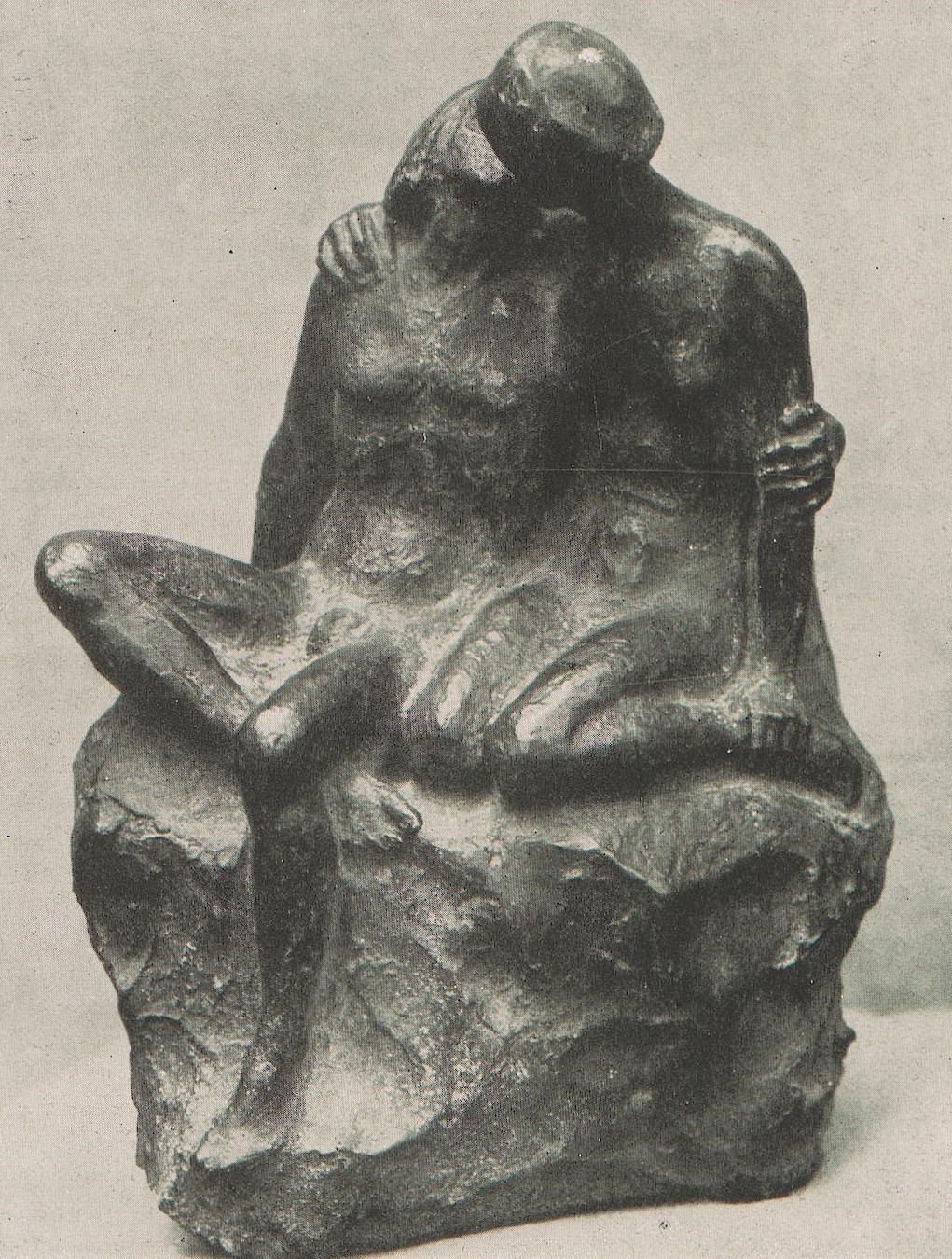
Rudolf Bosselt : Printemps.

- Amour et Fidélité, plaque de fiançailles (1898)
- Travail de sculpture sur la façade de la petite maison Glückert (maison Bosselt) sur la Mathildenhöhe à Darmstadt (1900)
- Médaille Johannes Gutenberg pour le 500e anniversaire (1900)
- Génies de la victoire à la Ernst-Ludwig-Haus sur la Mathildenhöhe à Darmstadt (1901)
- Médaille de sauvetage de Hambourg (de) (1903)[3]
- Le banc en marbre avec des chats est réalisé pour le "Architectural Garden" par Peter Behrens au Palais des Arts de Düsseldorf. Le banc, l'un des deux bancs, est offert par Georg Oeder et est installé après la grande exposition horticole (de) sur le Goltsteinparterre derrière le théâtre de Düsseldorf. (1904)
- Tombe de la famille Clouth (de) au cimetière Melaten à Cologne (1904)[4]
- Jeunesse, Plastique (1904)
- Conception du concours pour un monument national Bismarck sur l'Elisenhöhe près de Bingerbrück (1910; non récompensé)[5]
- Médaille commémorative à l'Exposition Universelle de Bruxelles (1910)
- Relief sur la tombe de Richard Zuntz à Bonn-Poppelsdorf (vers 1910)
- Ébauche de l'argent d'urgence pour la province de Westphalie avec le portrait du baron vom Stein (1921-1923)
- Pièce commémorative (3 Reichsmark) pour le 10e Anniversaire de la Constitution de Weimar (1929)
- Prix honorifique du président du Reich, Médaille du jour de la Constitution (1931)
- Prix d'honneur du président du Reich, médaille du jour de la Constitution (1932)
- Roland en bois devant l'hôtel de ville de Magdebourg (1933)

## Publications
- Über die Kunst der Medaille. Darmstadt 1905.
- Die Ausbildung der künstlerischen und technischen Kräfte für das Kunstgewerbe. Düsseldorf 1908.
- Das Erkennen der Kunst. Hannover 1913.
- Krieg und deutsche Mode. München 1915.
- Probleme plastischer Kunst und des Kunst-Unterrichts. Magdeburg 1919.
- Ein Beitrag zur Charakteristik des Expressionismus. München 1920.
- Kunstgewerbe. Ein Bericht Über Entwicklung und Tätigkeit der Handwerker- und Kunstgewerbeschulen in Preußen. Berlin 1922. (mit Hans Busch und Hermann Muthesius).